# Last Friday Night (T.G.I.F.)
Singles de Katy Perry
E.T.
(2011) The One That Got Away
(2011)
Pistes de Teenage Dream
Teenage Dream California Gurls
Last Friday Night (T.G.I.F.) est une chanson de l'artiste américaine Katy Perry. La chanson a été écrite par Perry, Bonnie McKee, Lukasz Gottwald et Max Martin et a été produite par les deux derniers. Il s'agit du cinquième single issu du troisième album studio de Perry, Teenage Dream par Capitol Records. Avant sa sortie en tant que single, Last Friday Night (T.G.I.F.) se classe numéro 67 du Billboard Hot 100 et numéro 49 du Canadian Hot 100 grâce aux ventes digitales. Le titre se classe ensuite no 1 au Canada, et no 1 en téléchargement aux EU, c'est le 5e no 1 consécutif pour Katy Perry : un record dans l'histoire de l'industrie musicale américaine.
Le clip qui accompagne le single a également permis à Perry de faire ses débuts comme Kathy Beth Terry, son alter ego.

## Développement
Katy Perry révèle avoir été inspirée pour cette chanson après avoir couru nue dans un parc. Selon Music Rooms, Perry affirme qu'après une folle nuit de fête, elle écrivit la chanson sur ses actes le lendemain : . Avant d'ajouter : « La plupart des évènements racontés dans cette chanson sont la vérité réelle, en dehors du ménage à trois… malheureusement ! Mais, oui, des stries dans le parc, c'est ce que nous avons fait, nous avons donc dû écrire une chanson sur le lendemain ! ». Bonnie McKee, la coauteur de la chanson, a déclaré pour sa part que « TGIF est à peu près mot pour mot la description de notre voyage à Santa Barbara [avec Katy Perry], que j'apprécie particulièrement. C'est vraiment kitsch et amusant, ce qui me rend nostalgique ».

## Pochette
Perry révéla sa pochette officielle pour l'album 'Last Friday Night (TGIF)' Remixes! par un message sur sa page Facebook. La photo montre Katy habillée dans un style d'étudiante geek, incluant un appareil dentaire imposant et des grosses lunettes de vue, et a été prise lorsque celle-ci présentait les Teen Choice Awards en été 2010. L'image est surmontée par un titre en style de « néons colorés des années 1980 » et sur les bords des formes enfantines.

## Clip et promotion

### Développement et synopsis
Le clip de Last Friday Night (T.G.I.F.) a été filmé aux alentours du 3 au 6 mai 2011. Il a été dirigé par Marc Klasfeld et coréalisé par Danny Lockwood.
Katy Perry écrit dans un tweet : « J'ai parlé à quelqu'un de mon nouveau clip que je viens juste de filmer et il m'a répondu avec un 'wow, ça va faire beaucoup de bruit sur Internet'… Si je touche du bois ? ». Le teaser de la vidéo est publié sur le profil de Katy Perry sur YouTube le 7 juin 2011. Bien que le clip devait être révélé dans son intégrité le 14 juin, une fuite sur Internet l’a précipité au 12 juin.
Dans la vidéo, Katy Perry joue le rôle de Kathy Beth Terry, une adolescente ringarde se couvrant d'une coiffure et d'une paire de lunettes surdimensionnées, qui vient de se réveiller un matin après une fête chez elle, entourée de fêtards endormis. Un invité, Aaron Christopherson (interprété par l'acteur Darren Criss de la série Glee), ouvre la porte de sa chambre et la félicite d'avoir réussi la meilleure des fêtes. Perplexe quant à ce qu'il s'est passé, elle se connecte en ligne via un ordinateur portable afin de trouver des images d'elle-même dans diverses situations compromettantes. La vidéo passe ensuite vers un flashback des événements qui se sont produits la nuit précédente.
Tout en jouant au Sudoku, Kathy est dérangée par la forte musique de la maison d'à côté, et va se plaindre. Elle est accueillie par Rebecca Black (dont l'apparition est un hommage à la vidéo virale Friday de Black), qui l'invite à entrer. Un autre lycéen ringard, Everett McDonald, joué par une autre star de Glee, Kevin McHale), l'observe au loin et rêve d'être avec elle. Kathy, est cependant plus intéressée par Steve Johnson (joué par le modèle Richie Nuzzolese), un joueur de football attractif participant à la fête, qui lui tourne le dos à cause de son apparence. Pour lui remonter le moral, Black organise pour Kathy une cure de jouvence, arrachant son léger duvet avec de la cire et son appareil dentaire avec des pinces et changeant ses anciens habits vers des nouveaux moins ringards. Steve devient alors amoureux d'elle, et tout le monde se met à danser. Kathy et Rebecca sont également vues en train de jouer à Just Dance 2 (un jeu dans lequel Perry apparait) dans cette scène. Le musicien de jazz Kenny G joue un solo de saxophone sur le toit pendant que le groupe des années 1990 Hanson joue dans le jardin de la maison.
La fête finit dans la maison de Kathy, lorsque Everett donne un coup de poing à Steve pour attirer l’attention de Kathy. Mais Kathy passe finalement la nuit aux côtés de Steve. La vidéo repasse alors au réveil de Kathy, où elle regarde sa chambre avec regret, mais où elle est également ravie d'avoir passée la nuit avec Steve nu dans son lit. Pendant le générique de fin de la vidéo, nous pouvons voir Everett apporter le petit-déjeuner au lit de Kathy. En outre, existent quelques scènes supplémentaires et un bêtisier. Les teen idols, Corey Feldman et Debbie Gibson apparaissent en caméo comme les parents de Kathy, Kirk et Tiffany Terry. La vidéo a été filmée dans la maison de John Schneider.
En septembre 2017, le clip vidéo atteint le milliard de visionnages sur YouTube.

### Avec
- Katy Perry — Kathy Beth Terry
- Darren Criss — Aaron Christopherson
- Rebecca Black — elle-même
- Kevin McHale — Everett McDonald
- Isaac, Taylor, & Zac Hanson — Hanson
- Kenny G — Uncle Kenny
- Corey Feldman — Kirk Terry
- Debbie Gibson — Tiffany Terry

## Réception critique
La chanson a été reçue avec une réception partagée des critiques musicales. AllMusic a dit qu'il s'agissait d'une des meilleures pistes de l'album, et a dit que Perry « salue avec attention la façon d'écrire comme une trainée festive et saoularde de la chanteuse Kesha sur “Last Friday Night (T.G.I.F.)” ».

## Classement et certifications
| Classement (2011)                           | Meilleure position |
| ------------------------------------------- | ------------------ |
| Australie (ARIA)                            | 5                  |
| Autriche (Ö3 Austria Top 40)                | 7                  |
| Belgique (Flandre Ultratop 50 Singles)      | 22                 |
| Belgique (Wallonie Ultratop 50 Singles)     | 25                 |
| Canada (Canadian Hot 100)                   | 1                  |
| République tchèque                          | 1                  |
| Danemark (Tracklisten)                      | 34                 |
| France (SNEP)                               | 22                 |
| Allemagne (Media Control AG)                | 16                 |
| Hongrie (Rádiós Top 40)                     | 5                  |
| Irlande (IRMA)                              | 2                  |
| Italie (FIMI)                               | 9                  |
| Pays-Bas (Nederlandse Top 40)               | 7                  |
| Nouvelle-Zélande (RMNZ)                     | 4                  |
| Pologne (Classement Airplay)                | 5                  |
| Pologne (Classement video)                  | 1                  |
| Roumanie (Top 100)                          | 56                 |
| Écosse (OCC)                                | 7                  |
| Slovaquie (IFPI Rádio)                      | 1                  |
| Corée du Sud (GAON)                         | 7                  |
| Espagne (PROMUSICAE)                        | 38                 |
| Suède (Sverigetopplistan)                   | 33                 |
| Suisse (Schweizer Hitparade)                | 20                 |
| Royaume-Uni (UK Singles Chart)              | 9                  |
| États-Unis (Billboard Hot 100)              | 1                  |
| États-Unis (Billboard Adult Contemporary)   | 17                 |
| États-Unis (Billboard Adult Pop Songs),     | 1                  |
| États-Unis (Billboard Hot Dance Club Songs) | 1                  |
| États-Unis (Billboard Latin Songs)          | 23                 |
| États-Unis (Billboard Pop Songs)            | 1                  |
| Venezuela (Record Report) Pop/Rock          | 1                  |

| Classement (2011)                    | Position |
| ------------------------------------ | -------- |
| Belgique Classement single (Flandre) | 86       |
| Canada Hot 100                       | 12       |
| Pays-Bas Classement single           | 87       |
| États-Unis Billboard Hot 100         | 14       |
| États-Unis Pop Songs                 | 4        |
| États-Unis Radio Songs               | 10       |
| États-Unis Digital Songs             | 24       |
| États-Unis Adult Pop Songs           | 11       |
| États-Unis Hot Dance Club Songs      | 6        |

| Pays             | Organisme | Certification |
| ---------------- | --------- | ------------- |
| Australie        | ARIA      | 2 × Platine   |
| Italie           | FIMI      | Platine       |
| Nouvelle-Zélande | RIANZ     | Platine       |
| Royaume-Uni      | BPI       | Argent        |

## Historique de sortie
| Pays       | Date         | Format                                 | Label           |
| ---------- | ------------ | -------------------------------------- | --------------- |
| États-Unis | 6 juin 2011  | Mainstream/Rhythmic                    | Capitol Records |
| États-Unis | 27 juin 2011 | Hot/Modern/AC                          | Capitol Records |
| Monde      | 8 août 2011  | Digital download — Missy Elliott remix | Capitol Records |